# Pierre Chatagny
Pierre Chatagny (ur. 4 września 1981) – szwajcarski aktor i model, znany jako odtwórca głównej roli w dramacie filmowym Głupi chłopak (Garçon stupide, 2004).